# Tubod, Surigao del Norte
Tubod là một đô thị hạng 5 ở tỉnh Surigao del Norte, Philippines. Theo điều tra dân số năm 2000, đô thị này có dân số 10.922 người trong 2.165 hộ.

## Các đơn vị hành chính
Tubod được chia thành 9 barangay.
- Capayahan
- Cawilan
- Del Rosario
- Marga
- Motorpool
- Poblacion (Tubod)
- San Isidro
- San Pablo
- Timamana